# Microchelifer vosseleri
Microchelifer vosseleri är en spindeldjursart som beskrevs av Beier 1944. Microchelifer vosseleri ingår i släktet Microchelifer och familjen tvåögonklokrypare. Inga underarter finns listade i Catalogue of Life.